# Kangar
Kangar ist die Hauptstadt des malaysischen Bundesstaates Perlis. Die Stadt hat ca. 49.000 Einwohner auf einer Fläche von 26,19 km². Sie liegt am nach dem Bundesstaat benannten Fluss Perlis.

## Schwesterstadt
- Banda Aceh, Indonesien

## Persönlichkeiten
- Sairul Amar Ayob (* 1980), Badmintonspieler
- Willie Soon (* 1966), Astrophysiker